# قشلاق قرة قاية
قشلاق قرة قاية (بالإنجليزية: Qeshlaq-e Qarah Qayeh)‏ هي human-geographic territorial entity تقع في أردبيل في إيران. يقدر عدد سكانها بـ 42 نسمة .